# Faramea leucocalyx
Faramea leucocalyx är en måreväxtart som beskrevs av Johannes Müller Argoviensis. Faramea leucocalyx ingår i släktet Faramea och familjen måreväxter. Inga underarter finns listade i Catalogue of Life.